# Gregory Dean
 (décembre 2022).
Gregory Dean (né en 1984) est un danseur anglais de ballet. À la fin de ses engagements avec le Ballet Vorpommern et le Scottish Ballet, il rejoint le Ballet royal danois en 2008 où il est promu premier danseur.

## Biographie
Né à Londres, Dean est formé au ballet à la Tring Park School for the Performing Arts (en). En 2004, il se produit avec le Ballet Vorpommern avant de rejoindre le Scottish Ballet en 2005 où il interprète plusieurs rôles principaux dont celui de l'Apollon musagète de George Balanchine. Après avoir rejoint le Ballet royal danois en 2008, il devient soliste en 2011 et en décembre 2013, est promu au rang de premier danseur après sa performance dans le rôle du prince de Casse-noisette. Parmi ses autres interprétations notables, citons Romeo dans le Roméo et Juliette chorégraphié par John Neumeier et son rôle de Hank dans Come Fly Away (en) de Twyla Tharp